# Памятник Славы (Воронеж)
Па́мятник Сла́вы — мемориальный комплекс на братской могиле воинов Советской Армии, погибших в боях за Воронеж во время Великой Отечественной войны в 1942—1943 годах.
Установлен в северном микрорайоне города Воронежа на пересечении Московского проспекта и улицы Хользунова. В братской могиле воинов захоронено около 10 тыс. человек.

## История
Во время Великой Отечественной войны на северной окраине Воронежа происходили ожесточенные бои, в ходе которых погибло большое количество советских солдат. В 1948 в Воронеже происходили массовые перезахоронения останков советских солдат из захоронений на обширной территории боевых действий в городе и на его окраинах. В братскую могилу у Задонского шоссе были перенесены несколько сотен останков советских солдат и офицеров. Над ней по проекту архитектора Н.В. Троицкого установили памятный обелиск с пятиконечной звездой.
В 1964 году было принято решение установить на братской могилой новый памятник. Был объявлен конкурс на лучший проект памятника. Был выбран проект скульптора Ф. К. Сушкова и архитектора А. Г. Бузова. Мемориал был торжественно открыт 24 января 1967 года, накануне 24-й годовщины со дня полного освобождения города от немецкой оккупации.
7 мая 2009 года у Памятника Славы были перезахоронены останки танкового генерала А. И. Лизюкова, погибшего на территории Воронежской области в годы Великой Отечественной войны более полувека назад. Там же захоронены останки еще семи неизвестных солдат, найденных поблизости от А. И. Лизюкова (их могилы выделены отдельными стелами) .